# Martin Ryle
Sir Martin Ryle (* 27. September 1918 in Brighton; † 14. Oktober 1984 in Cambridge) war ein britischer Radioastronom, der ein neuartiges Radioteleskopsystem entwickelte und zur genauen Positionsbestimmung schwacher Radioquellen einsetzte. Für diese Leistung erhielt er 1974 zusammen mit Antony Hewish den Nobelpreis für Physik. Mit seinen Forschungen und Entwicklungen revolutionierte er die britische Astronomie und verhalf ihr zu einer führenden Position in der internationalen Astronomie.

## Leben
Martin Ryle wurde am 27. September 1918 in Brighton/Sussex als 2. Kind der Familie John Alfred Ryle (1889–1950) einem hoch anerkannten Professor der Medizin, Sozialmediziner und außerordentlichem Arzt des englischen Königs und seiner Frau Mirame (Scully) Power Ryle geboren. Er war ein Neffe des britischen Philosophen Gilbert Ryle. Seine Erziehung und Betreuung oblag in den ersten Lebensjahren einer Gouvernante. Zuerst lernte er an der Vorbereitungsschule Galdstones am Eaton Square in London. Dann besuchte er ab 1931 aus alter Familientradition das Breadfield College. Während der Schulzeit erhielt er regelmäßig zu Hause Unterweisungen in handwerklichen Tätigkeiten durch einen Tischler-Meister. Ab 1936 dann besuchte er die Christ Church in Oxford und konnte während dieser Zeit stets vorbildliche Lernleistungen vorweisen. Sehr offensichtlich war hier schon sein deutliches Interesse für Funktechnik und Elektronik festzustellen. Nachdem er sein Physikstudium an der University of Oxford 1939 abgeschlossen hatte, arbeitete er während des Zweiten Weltkrieges an der Entwicklung des Radars mit.
Nach dem Ende des Krieges erhielt er ein Stipendium am Cavendish Laboratory der University of Cambridge, wo er von 1948 bis 1959 Dozent war. 1957 wurde er zum Direktor des Mullard Radio Astronomy Observatory (MRAO) nahe Cambridge und 1959 Professor für Radioastronomie. Seit 1952 war er Mitglied der Royal Society und von 1972 bis 1982 Königlicher Astronom.
In seinen letzten Lebensjahren setzte er sich für die nukleare Abrüstung ein. Ryle war Funkamateur und hielt das Rufzeichen G3CY.

## Wissenschaftliche Leistung
Während seiner früheren Jahre in Cambridge leitete er die Radioastronomie-Gruppe, in der Kataloge der kosmischen Radioquellen angefertigt wurden. Wichtigste Errungenschaft dieser Tätigkeit war die Erstellung des Third Cambridge Catalogue (3C), der ein wichtiges Hilfsmittel bei der Entdeckung des ersten quasistellaren Objekts (Quasars) 3C 273 war.
Anfang der 1960er Jahre unterstützten Ryles Arbeiten am Mullard-Observatorium die Theorie des Urknalls. Seine Zählung schwacher Radioquellen im Universum mit Peter Scheuer sprach gegen eine homogene Verteilung. Das führte zu heftigen Kontroversen und Anfeindungen seiner Gruppe, da in Großbritannien die Vertreter der der Steady-State-Theorie (wie Fred Hoyle, Hermann Bondi) damals sehr einflussreich waren. Auch die Beobachtungsmethoden der Gruppe wurden angezweifelt.
Um weit entfernte kosmische Radioquellen wie Quasare zu beobachten, entwickelte Ryle die Apertursynthese, zuerst realisiert im One Mile Telescope des Mullard Observatoriums (1964 fertiggestellt). Ein wichtiger Mitarbeiter dabei wie in der Urknall-Kontroverse Mitte der 1950er Jahre war Peter Scheuer. Die Grundlage dafür lieferte eine Interferometeranordnung, die bereits 1891 von Albert A. Michelson für astronomische Zwecke eingesetzt wurde. Die Apertursynthese von Ryle funktionierte nach folgendem Prinzip: Die Auflösung hängt von der Basislinie ab, also von einem Abstand der Teleskope, wobei man genauere Informationen über die Struktur einer Radioquelle dann bekommt, wenn die Beobachtungen mit unterschiedlichen Abständen der Antennen durchgeführt werden. Durch die Zusammenschaltung von verschiedenen räumlich getrennten Teleskopen und der dadurch gesteigerten Winkelauflösung wurde es möglich, die Radioquellen auf der Sonne, Radiogalaxien, Quasare u. a. kosmische Radiostrahler genau zu lokalisieren.
Aufgrund dieser von Ryle entwickelten Anordnung gelang in Cambridge die Lokalisierung des ersten Pulsars.
Für diese bahnbrechenden Leistungen erhielt er 1974 zusammen mit Antony Hewish den Nobelpreis für Physik, wobei zum ersten Mal ein Nobelpreis als Anerkennung für astronomische Forschung verliehen wurde.

## Ehrungen
- 1954: Hughes-Medaille
- 1964: Goldmedaille der Royal Astronomical Society
- 1965: Henry Draper Medal
- 1970: Mitglied der American Academy of Arts and Sciences
- 1971: Auswärtiges Mitglied der Akademie der Wissenschaften der UdSSR
- 1973: Royal Medal der Royal Society
- 1974: Nobelpreis für Physik
- 1974: Bruce Medal
- 1974: Mitglied der Deutschen Akademie der Naturforscher Leopoldina
- 1975: Mitglied der National Academy of Sciences
- 2007: Namensgeber für den Asteroiden (12136) Martinryle[3]